# František Kubík
František Kubík (Prievidza, 14 marzo 1989) è un calciatore slovacco, centrocampista del Baník Lehota pod Vtáčnikom.

## Carriera

### Club
Ha giocato nella massima serie dei campionati olandese, ucraino e slovacco.

### Nazionale
Ha esordito in nazionale il 9 febbraio 2011 nell'amichevole Lussemburgo-Slovacchia (2-1).

## Palmarès

### Club

#### Competizioni nazionali
- Supercoppa di Slovacchia: 1

Slovan Bratislava: 2014
- Coppa di Slovacchia: 1

Slovan Bratislava: 2016-2017, 2017-2018